# 上村長陸
上村 長陸（うえむら ながみち）は、戦国時代から安土桃山時代にかけての武将。相良氏の家臣。
上村氏は相良氏の庶流。父・上村頼孝は相良氏18代当主・相良義陽に対して謀反を起こし後に殺害されるが、長陸は幼少であった為に許され、成人すると義陽の勧めで、島津義弘と離縁していた義陽の別腹の妹・亀徳を娶り、また奥野地頭にも任じられた。
しかし、義陽の弟・相良頼貞が義陽の死後、その後継に立たんとした際に随身したり、更に相良氏20代当主・相良頼房が、文禄・慶長の役に伴い渡海して留守の際に謀反を企てるなどした。慶長年間、その企てを知った者らにより、原城の柳江院門の前で討ち取られた。
長陸の祖父・頼興に暗殺された岡本頼春は、暗殺の際に上村家の断絶を予言して死んだが、長陸と嫡子の鶴松丸が死去した事で予言は的中した（以後も続く上村氏は、上村姓を与えられた者で正統ではない）。
尚、正室の亀徳は『南藤蔓綿録』によると、長陸死後に尼となり原城の下原に住んだが、相良家家老・犬童頼兄に粗略に扱われ、貧しい生活を送った挙句、元和年間に餓死したとある。法名「西津良意」。